# Полиамфолиты
Полиамфолиты или амфотерные полиэлектролиты — это полимеры, содержащие в как положительно заряженные (катионные), так и отрицательно заряженные (анионные) функциональные группы в одной макромолекуле. Их уникальная структура позволяет им проявлять амфотерное поведение, что означает, что они могут взаимодействовать с рядом веществ в зависимости от pH окружающей среды. Это делает их полезными в таких применениях, как доставка лекарств, очистка воды и биоматериалы.
Полиамфолиты могут существовать как линейные водорастворимые полиэлектролиты или как сшитые структуры. Слабо сшитые полиамфолиты набухают в воде, образуя гидрогели. Набухание этих гидрогелей в воде сильно зависят от pH раствора и его отношения к изоэлектрической точке полиамфолита.
Изоэлектрическая точка полиамфолитов — это pH, при котором общий заряд макромолекулы близок к нулю, сбалансировав свои положительные и отрицательные заряды. Эта точка важна, так как она определяет общий заряд макромолекул полиамфолитов при различных значениях pH. При pH, меньшем чем изоэлектрическая точка, макромолекулы несут положительный заряд, а при pH, большем изоэлектрической точки, они приобретают отрицательный заряд. При pH, равном изоэлектрической точке, полиамфолиты нейтральны. При таких условиях они могут проявлять минимальную вязкость в растворах или терять растворимость и выпадать в осадок.
Белки — это класс природных полиамфолитов, поскольку они содержат как положительно, так и отрицательно заряженные аминокислотные остатки в своей структуре. Эти заряды также зависят от pH окружающей среды, что определяет общий заряд белка. Наличие как кислых (анионных), так и основных (катионных) остатков позволяет белкам взаимодействовать с различными заряженными веществами, что делает их универсальными в биологических процессах.
Желатин — это хорошо известный пример белкового полиамфолита. Он получают из коллагена, структурного белка, содержащегося в соединительных тканях, и он содержит как кислые (анионные), так и основные (катионные) аминокислотные остатки, что позволяет ему проявлять амфотерное поведение. Уникальное сочетание этих зарядов позволяет желатину взаимодействовать с различными веществами в зависимости от pH окружающей среды.

## Применения
Синтетические полиамфолиты обладают широким спектром применений благодаря своей уникальной способности взаимодействовать как с катионными, так и с анионными веществами. В доставке лекарств их используют для разработки передовых систем, которые проявляют адгезию к слизистым оболочкам, что позволяет повышать удержание лекарств и улучшать биодоступность, регулируя свой заряд в зависимости от pH. Полиамфолиты также применяются в очистке воды, где они действуют как флокулянты, связывая загрязняющие вещества и способствуя их удалению. В биоматериалах они используются в тканевой инженерии, повязках для ран и в качестве каркасных материалов для роста клеток, используя свои биосовместимость и регулируемые зарядовые свойства. Кроме того, синтетические полиамфолиты могут служить криопротекторами при криоконсервации, стабилизируя биологические образцы, такие как клетки и ткани, при замораживании, предотвращая образование кристаллов льда и уменьшая клеточные повреждения. Также полиамфолиты исследуются как покрытия, создающие антифулинговые поверхности, которые препятствуют образованию биопленок и минимизируют нежелательные взаимодействия с биологическими или экологическими поверхностями. Эти применения делают полиамфолиты высоко универсальными и перспективными для различных областей, таких как сенсоры, смазочные материалы и покрытия, где их поведение, чувствительное к pH, используется для адаптивных функций.